# 구름 조금
《구름 조금》(Partly Cloudy)은 미국에서 제작된 피터 손 감독의 2009년 애니메이션, 코미디, 가족, 판타지 영화이다. 토니 퍼실 등이 주연으로 출연하였고 케빈 레어 등이 제작에 참여하였다.
픽사의 장편 영화 업이 상영되기 전 극장에서 상영되었으며 DVD와 블루레이를 장식했다. 2009년 애니메이션 쇼 오브 쇼에 포함되었다.

## 출연

### 주연
- 토니 퍼실
- 로리 리처드슨